# Xhosa (langue)
Cet article concerne la langue xhosa. Pour le peuple xhosa, voir Xhosa (peuple).
Le xhosa est une langue bantoue d'Afrique australe, associée au peuple xhosa. Elle compte, pour la seule Afrique du Sud, un peu plus de huit millions de locuteurs, soit environ 18 % de la population, ce qui en fait la deuxième du pays après le zoulou.
Comme la plupart des langues bantoues, le xhosa est une langue tonale. À l'instar du zoulou voisin, il possède également des clics, acquis par le fait du contact prolongé avec les langues khoïsan de la région.
Ainsi, le digramme ‹ xh › du mot xhosa transcrit un clic alvéolaire latéral aspiré. Notée /ǁʰ/ dans l'alphabet phonétique international, cette consonne se prononce d'un claquement léger de la langue sur le côté (son utilisé en Europe par les cavaliers pour faire avancer leur cheval), suivi d'une aspiration. Le mot xhosa se prononce donc : /kǁʰóːsa/.

## Histoire
Le nom de ce peuple aurait pour origine celui d'un chef légendaire, uXhosa, il y a environ 1 500 ans. Il prit son véritable essor grâce à une fusion avec les clans Khoi et Griqua d'où il a puisé les racines de son dialecte. Par ailleurs, le groupe ethnique qui pratique cette langue se nomme lui-même amaXhos et dénomme son idiome isiXhosa.
Le clic, caractéristique des langues khoïsan, dans le xhosa trahit la forte influence de ces dernières sur cette langue bantoue.

## Distribution géographique
Le xhosa représente la branche sud-orientale de la sous-famille Nguni des langues bantoues. Il se pratique essentiellement dans la province du Cap-Oriental, mais aussi, de plus en plus, dans la province du Cap-Occidental, y compris la ville du Cap.

## Dialectes
Le zoulou et les langues bantoues voisines du groupe de langues nguni sont compréhensibles en xhosa et réciproquement. De plus, il compte un certain nombre de dialectes sur l'identification desquels les avis divergent : xhosa, ngqika, gcaleka, mfengu, thembu, bomvana et mpondomise.

## Phonologie

### Consonnes
À côté des consonnes égressives pulmonaires communes, il existe  des consonnes éjectives et implosives, ainsi que trois clics de base.
- Le clic dental qui se fait de la langue sur l'arrière des dents à la façon du tss-tss de réprimande[1].
- Le clic latéral, la langue créant une dépression dans la partie inférieure de la bouche libère soudain la cavité de chaque côté et produit un son similaire par lequel on appelle un animal[1].
- Le troisième, très proche, se fait de façon similaire mais la cavité est formée dans le haut de la bouche avec la langue contre le palais[1].

Chacun de ces clics compte six variétés, chacune dans deux tonalités.
Ces sons ont été rendus célèbres en Occident par le film Les Dieux sont tombés sur la tête, bien que la langue parlée par le héros Xhixho soit le ungwatsi, une langue khoïsan (et non bantoue comme le xhosa).

### Voyelles
Le xhosa possède un inventaire de dix voyelles : [a], [ɛ~e], [i], [ɔ~o] et [u] respectivement écrites a, e, i, o et u, se présentant toutes sous formes longue et courte. La voyelle /i/ est longue en pénultième syllabe, et courte en dernière syllabe.
|         | antérieure | antérieure | postérieure | postérieure |
| courte  | longue     | courte     | longue      |             |
| ------- | ---------- | ---------- | ----------- | ----------- |
| Fermée  | i ‹ i ›    | iː ‹ ii ›  | u ‹ u ›     | uː ‹ uu ›   |
| Moyenne | ɛ ‹ e ›    | eː ‹ ee ›  | ɔ ‹ o ›     | oː ‹ oo ›   |
| Ouverte |            |            | a ‹ a ›     | aː ‹ aa ›   |

### Tons
Le xhosa est une langue tonale comprenant deux tons phonémique : haut et bas. Les tons sont rarements transcrits à l'écrit, mais ils peuvent être indiqués ; a [à], á [á], â [áà], ä [àá]. Les voyelles longues sont phonémiques mais ne sont habituellement pas écrites, à part â et ä, qui sont des séquences de deux tons différents, réalisées comme des voyelles longues, avec les contours de tons suivants : â haut–bas = descendant, ä bas–haut = montant).

## Grammaire
Le xhosa procède par agglutination. Des préfixes et des suffixes viennent s'attacher à des radicaux pour en affecter le sens et le rôle dans la phrase. Un peu comme pour les genres masculin, féminin et neutre des langues indo-européennes, il y a 8 classes en singulier qui marquent la parenté, les animaux, les objets, l'abstraction, etc. Au pluriel il y a 5 classes, dont une indique souvent des mots de quantité. Les verbes, les pronoms, les adjectifs s'accordent à la classe du nom.

### Exemples
- ukudlala (verbe/nom classe 15) - jouer
- ukubona (verbe/nom classe 15) - voir
- umntwana (classe 1) (enfant)  - abantwana (classe 2) (enfants)
- umntwana  uyadlala  - l'enfant joue
- abantwana bayadlala  - les enfants jouent
- indoda (classe 9) (homme) - amadoda (classe 6) (hommes)
- indoda iyambona umntwana (l'homme voit l'enfant)
- amadoda ayababona abantwana (les hommes voient les enfants).

## Orthographe
Le xhosa utilise un alphabet dérivé de l'alphabet latin. Une première orthographe xhosa est développée au début du XIXe siècle par des missionnaires britanniques, et le premier ouvrage xhosa est publié en 1823 par John Bennie (en) pour la Glasgow Missionary Society. Cet alphabet est révisé à plusieurs reprises. La nouvelle orthographe, utilisée à partir des années 1930 jusque dans les années 1950, utilise notamment 29 lettres dont ɓ, ʃ et ɼ. La dernière révision de l’alphabet, utilisant 26 lettres et plusieurs digrammes ou trigrammes, et de l’orthographe standardisée ont été publiés dans The greater dictionary of isiXhosa.
| a   | b  | bh  | c  | d    | dl | dy | e | en | f | g | gr | h | hl | i | j  | k  | kh  | kr | l | m | mbh | n | nd | ndl |
| ndy | ng | ng’ | nj | ntsh | ny | o  | p | ph | q | r | rh | s | sh | t | th | tl | tsh | u  | v | w | x   | y | z  |     |

Les trois clics dental, alvéolaire latéral et alvéolaire se notent respectivement c, x et q. Exemple extrait du Qongqothwane de Miriam Makeba dont le nom anglais est The Click Song :
Igqira lendlela nguqongqothwane
Igqira lendlela kuthwa nguqongqothwane
Sebeqabele gqithapha bathi nguqongqothwane
Sebeqabele gqithapha bathi nguqongqothwane.

## Grands personnages
La lutte contre l'apartheid fut menée, principalement, par des Xhosas parmi lesquels figurent des grands noms de cette époque, comme Nelson Mandela, Chris Hani, Oliver Tambo, Walter Sisulu et Govan Mbeki. 
L'ancien président de la république d'Afrique du Sud, Thabo Mbeki, est d'ailleurs le fils d'un de ces grands noms qui ont forgé la nouvelle Afrique du Sud.
Outre les activistes politiques, certains artistes xhosa s'engagèrent également contre le régime d'apartheid, comme Miriam Makeba et Brenda Fassie.

## Dans la culture
Le xhosa est parlé par les différents protagonistes du film Black Panther : certains acteurs du film l’ont appris pour l’occasion.